# Lutte aux Jeux africains de 1995
Navigation
Édition précédente Édition suivante
Les compétitions de lutte aux Jeux africains de 1995 se déroulent du 15 au 17 septembre 1995 à Harare.  
Le lutteur égyptien Mohy Abdel Hareth perd sa médaille d'or dans la catégorie des moins de 100 kg, ayant été contrôlé positif à la noréthistérone,.

## Résumé des médailles

### Lutte libre hommes
| Épreuves | Or                        | Argent                | Bronze                |
| -------- | ------------------------- | --------------------- | --------------------- |
| - 48 kg  | Isaac Jacob               | Herizo Rakotondramasy | Shaun Williams        |
| - 52 kg  | John J. Faul              | Joe Oziti             | Alaa Abdel-Shafy      |
| - 57 kg  | Tebe Dorgu                | Mohamed Amin Nour     | Sakel Janson          |
| - 62 kg  | Tjaart Andries du Plessis | Tarek Ibrahim         | Tuwon Ekerekeme       |
| - 68 kg  | Ibo Oziti                 | Loume Vermeulen       | Ahmed Ibrahim Ibrahim |
| - 74 kg  | Assem El-Khodary          | Anthony Mbume Avom    | Ian Du Toit           |
| - 82 kg  | Okpuro Enekpedekumoh      | Alioune Diouf         | Willem Putter         |
| - 90 kg  | Victor Kodei              | Mohamed Abdelmoneim   | Dawid Jacobs          |
| - 100 kg | Boshadi Dagere            | Andrew Davidson       | Moustafa Abdel-Hareth |
| - 130 kg | Ahmed Hamam               | Jackson Bidei         | Mor Wade              |

### Lutte gréco-romaine hommes
| Épreuves | Or                    | Argent           | Bronze                |
| -------- | --------------------- | ---------------- | --------------------- |
| - 48 kg. | Lucas Ottah           | Ali Ahmed Nagib  | Yacine Heriou         |
| - 52 kg. | Tabibi Godswill       | Omar Kedjaouar   | Ahmed Ibrahim Ibrahim |
| - 57 kg  | Saber Khashab         | Nabil Salhi      | Winfred Felaga        |
| - 62 kg  | Sunday Ebikebna       | Wynand Jacobs    | Ahmed Kamal           |
| - 68 kg  | Youcef Magdy          | Ernest Malherbe  | Maazouz Boujemâa      |
| - 74 kg  | Mohamed El-Khodary    | Youcef Bouguerra | Gideon Malherbe       |
| - 82 kg  | Aiman Hosny           | Weyi Agumene     | Martin Bezuidenhout   |
| - 90 kg  | Moustafa Abdel-Hareth | Richard Tonyi    | Anthony Jerome        |
| - 100 kg | Mohamed Naouar        | Andrew Okawu     | Karim Boujemâa        |
| - 130 kg | Omrane Ayari          | Mark Robinson    | Mohamed Abulkheer     |

## Tableau des médailles
| Rang | Nation         | Or | Argent | Bronze | Total |
| ---- | -------------- | -- | ------ | ------ | ----- |
| 1    | Nigeria        | 9  | 4      | 3      | 16    |
| 2    | Égypte         | 7  | 4      | 6      | 17    |
| 3    | Afrique du Sud | 2  | 4      | 7      | 13    |
| 4    | Tunisie        | 2  | 1      | 0      | 3     |
| 5    | Algérie        | 0  | 2      | 3      | 5     |
| 6    | Sénégal        | 0  | 1      | 1      | 2     |
| 7    | Cameroun       | 0  | 1      | 0      | 1     |
| 7    | Kenya          | 0  | 1      | 0      | 1     |
| 7    | Madagascar     | 0  | 1      | 0      | 1     |
| 7    | Namibie        | 0  | 1      | 0      | 1     |
|      | Total          | 20 | 20     | 20     | 60    |